# Kosovarisch-portugiesische Beziehungen
Die kosovarisch-portugiesischen Beziehungen beschreiben das zwischenstaatliche Verhältnis zwischen dem Kosovo und Portugal. Die Länder unterhalten seit 2009 direkte diplomatische Beziehungen. Seit dem Beginn des UN-Einsatzes im Kosovo 1999 ist Portugal an den KFOR-Friedenstruppen beteiligt. Zudem gehört Portugal zu den Ländern, die bereits die Unabhängigkeit des Kosovos anerkannt haben.

## Geschichte

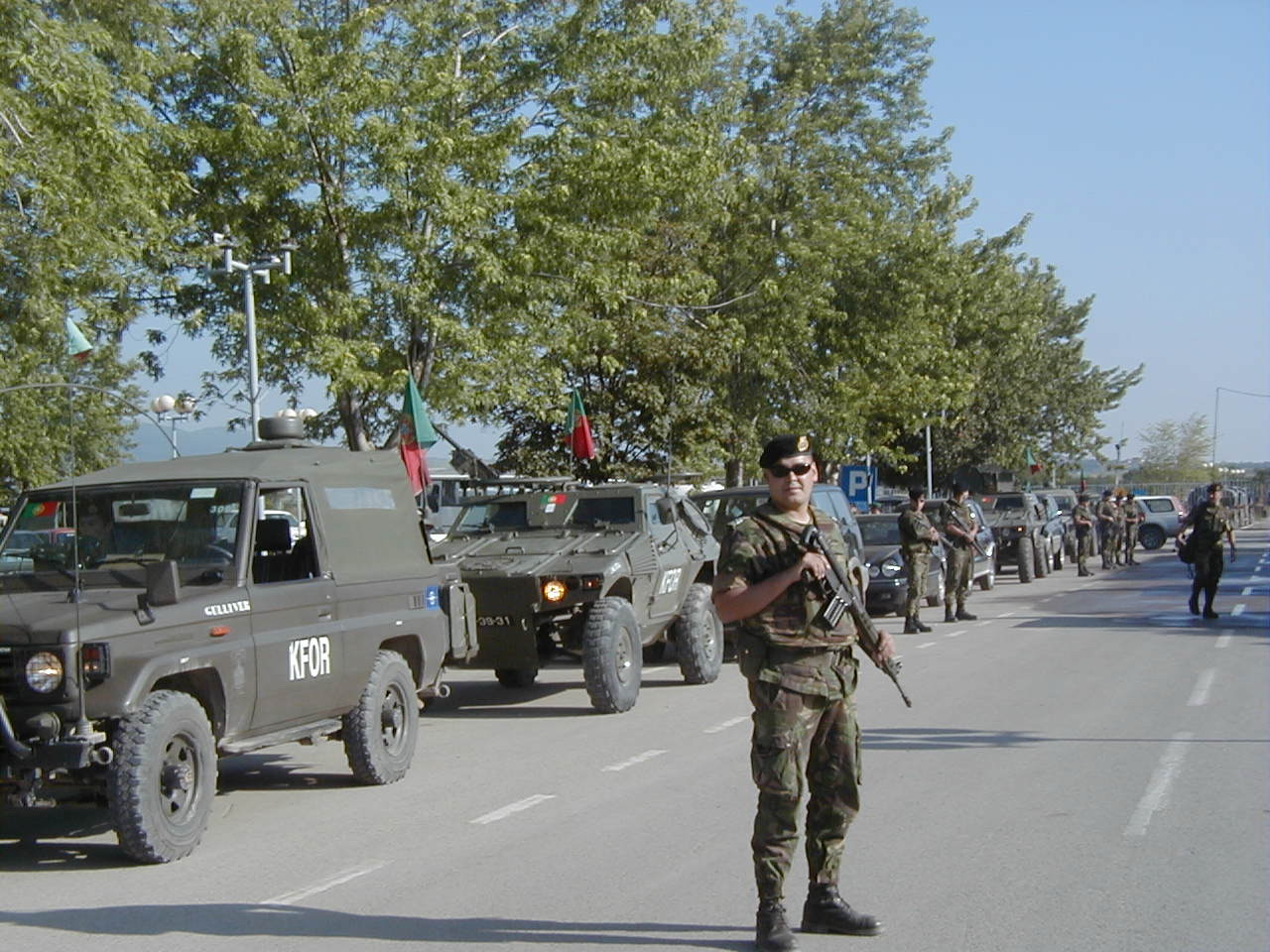
Portugiesische KFOR-Kräfte im Einsatz am Flughafen Pristina

Nach dem Ende des Kosovokriegs beteiligte sich NATO-Gründungsmitglied Portugal an den multinationalen KFOR-Kräften zur Absicherung der UN-Kosovo-Resolution im Jahr 1999. Seither verrichten Portugiesische Streitkräfte im Kosovo Dienst, insbesondere Fallschirminfanterie- und Artillerieeinheiten.
Portugal erkannte die einseitig erklärte kosovarische Unabhängigkeit von Serbien am 7. Oktober 2008 an. Seit 2009 ist der portugiesische Botschafter in Budapest als Chefdiplomat Portugals in der kosovarischen Hauptstadt Pristina akkreditiert.
Verteidigungsminister Azeredo Lopes gab im Oktober 2016 bekannt, dass Portugal seine Militäraktion im Kosovo nach 18 Jahren einstellen werde, da die Sicherheitslage sich stetig verbessert habe. Nachdem von 1999 bis 2001 stets zwischen 300 und 400 portugiesische Soldaten im Kosovo stationiert waren, hatte sich deren Zahl bis zum Herbst 2016 auf 189 verringert, entsprechend der reduzierten KFOR-Gesamtstärke. Seit 1999 kam dabei ein portugiesischer Soldat ums Leben, Primeiro Cabo José Luís Madeira Bernardino vom 1º BIMec (Mechanisiertes Infanteriebataillon) starb dort am 16. März 2010.

## Diplomatie
Am 23. April 2009 traf die kosovarische Regierung mit der portugiesischen Seite erstmals eine diplomatische Vereinbarung und nahm die Doppelakkreditierung des portugiesischen Botschafters in Bulgarien, Rui Félix Alves, als erstem Chefdiplomat Portugals im Kosovo an. Danach wechselte der Kosovo zum Amtsbezirk des portugiesischen Botschafters in Ungarn.
Der kosovarische Botschafter in Frankreich ist seither auch in Portugal als diplomatischer Vertreter seines Landes mitakkreditiert.
Die Länder unterhalten bislang keine konsularischen Vertretungen untereinander (Stand Ende 2016).

## Wirtschaft
Die bilateralen Handelsbeziehungen bewegen sich noch auf einem vergleichsweise niedrigen Niveau. Im Jahr 2015 umfassten sie ein Volumen von 625.000 Euro. Der Kosovo steht im portugiesischen Außenhandel an 166. Stelle unter den Abnehmerländern und an 169. Stelle unter den Lieferländern.
Im Jahr 2015 exportierte Portugal Waren und Dienstleistungen im Wert von 589.000 Euro in den Kosovo (2014: 358.000 Euro, 2013: 282.000 Euro, 2012: 323.000 Euro, 2011: 304.000 Euro), davon 65,4 % Chemisch-pharmazeutische Produkte, 12,7 % Maschinen und Geräte, 9,4 % Nahrungsmittel und 5,8 % Schuhe.
Aus dem Kosovo gingen im gleichen Zeitraum Waren und Dienstleistungen im Wert von 36.000 Euro nach Portugal (2014: 32.000 Euro, 2013: 9.000 Euro, 2012: 3.000 Euro, 2011: 37.000 Euro), davon 62,5 % Fahrzeuge und Fahrzeugteile, 37,0 % Maschinen und Geräte und 0,5 % Optik- und Präzisions-Instrumente.

## Kultur

### Film
Der Kurzfilm „The Eaters“ des kosovarischen Regisseurs Besim Ugzmajli lief im Herbst 2015 außerhalb des Wettbewerbes beim renommierten portugiesischen Filmfestival Caminhos do Cinema Português in Coimbra.
Der Dokumentarfilm Ama-San der portugiesischen Regisseurin Cláudia Varejão über drei japanische Taucherinnen der Ama-San-Tradition wurde 2017 auch im Green Dox-Wettbewerb beim kosovarischen Dokumentarfilmfestival Dokufest ausgezeichnet.
Die portugiesischen Zwillingsbrüder Edgar und Rafael Morais spielten die Hauptrollen in der albanisch-griechisch-kosovarischen Produktion Kaffee und ein Paar neue Schuhe (2022) des albanischen Regisseurs Gentian Koçi.

### Andere
Der kosovarische Maler Gani Llalloshi stellte im Januar 2016 erstmals in Portugal aus, im Rahmen des jährlichen Sete Sois Sete Luas-Kulturfestivals in Ponte de Sor.

## Sport
Fußball

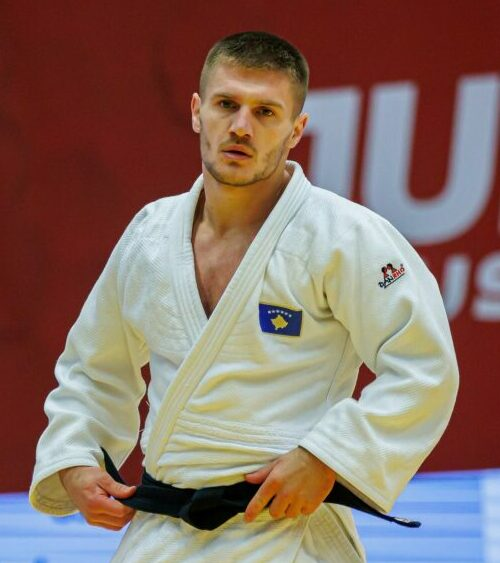
Akil Gjakova 2021. In dem Jahr wurde er in Lissabon Europameister.

Die Kosovarische und die Portugiesische Fußballnationalmannschaft sind bisher noch nicht aufeinander getroffen, auch die Kosovarische und die Portugiesische Fußballnationalmannschaft der Frauen nicht. Beim Algarve-Cup nahmen die kosovarischen Frauen bislang nicht teil (alles Stand Juni 2024).
Fußballspieler beider Länder sind nur selten im jeweils anderen Land aktiv, darunter der albanisch-kosovarische Spieler Agim Zeka, der zwischen 2018 und 2019 zunächst für den Varzim SC und danach für den Leixões SC auflief.
Judo
Der kosovarische Judoka Akil Gjakova wurde bei den Judo-Europameisterschaften 2021 in Lissabon Europameister, während seine Schwester Nora Gjakova dort Bronze errang und die Kosovarin Distria Krasniqi Gold holte.
Die kosovarische Judoka Laura Fazliu gewann ihre Bronzemedaille bei den Judo-Europameisterschaften 2023 in Montpellier mit einem Sieg gegen die Portugiesin Barbara Timo.